# Orleans (Indiana)
Pour les articles homonymes, voir Orleans.
Orleans est une municipalité américaine située dans le comté d'Orange en Indiana. Lors du recensement de 2010, sa population est de 2 142 habitants.

## Géographie
Orleans se trouve dans le centre-sud de l'Indiana, au sein du township d'Orleans (en).
Selon le Bureau du recensement des États-Unis, la municipalité s'étend en 2010 sur une superficie de 1,71 mille carré (4,43 km2).

## Histoire
Orleans est fondée le 11 mars 1815 autour du Congress Square, sur les terres de Samuel Lewis et William McFarland. Considérée comme la plus ancienne ville du comté, elle est nommée d'après la bataille de La Nouvelle-Orléans, qui s'est déroulée quelques mois plus tôt.
La ville se développe notamment grâce à l'arrivée du New Albany-Salem Railroad durant l'hiver 1851-52. Orleans devient une municipalité en 1865. Son centre historique est inscrit au Registre national des lieux historiques. Jenkins Place est également inscrit sur le registre ; le site comprend deux maisons : celle de Rock et Lucie Jenkins datant de 1908 et celle de Ralph et Margaret Jenkins construite en 1912.

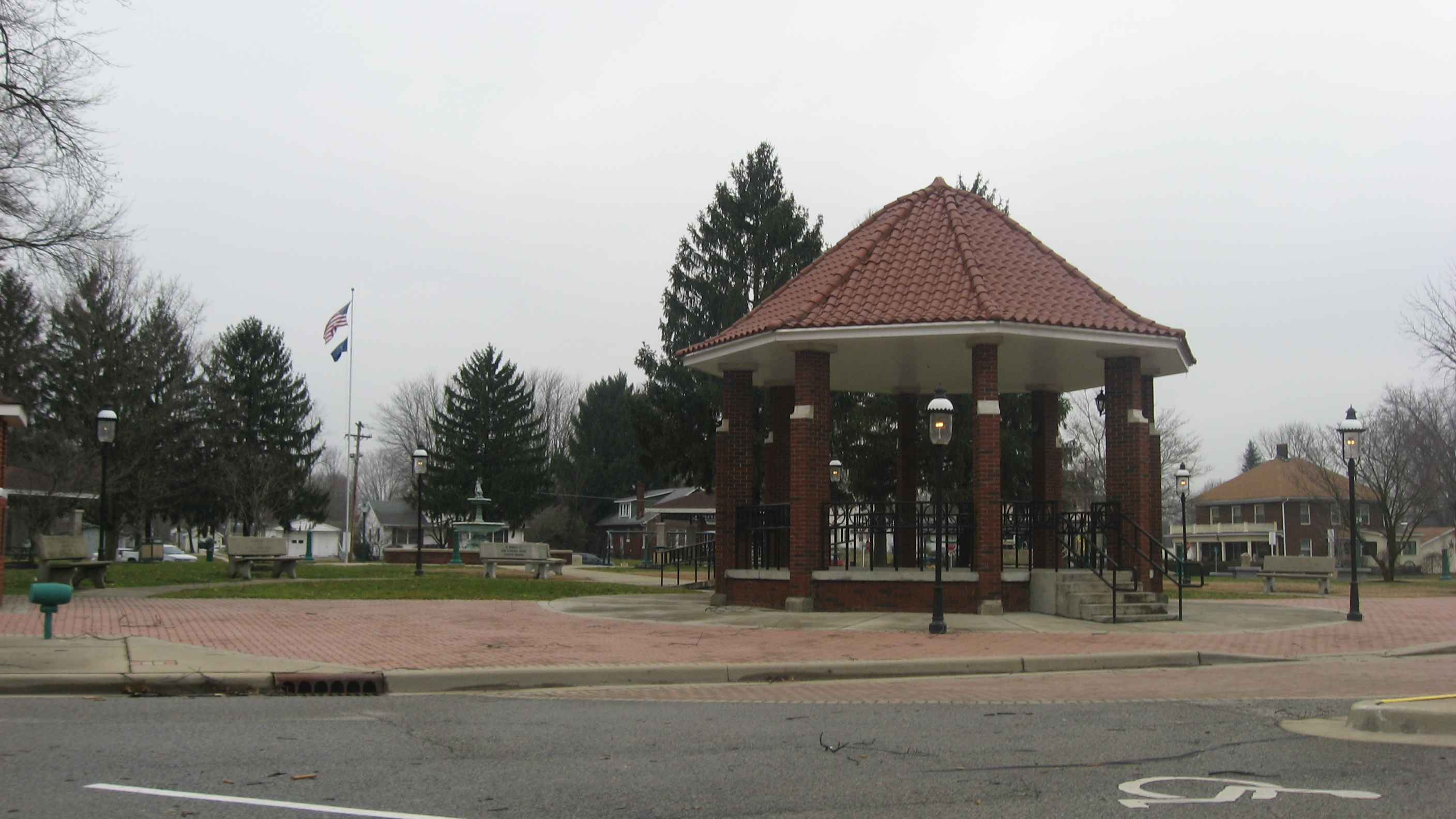
Congress Square.
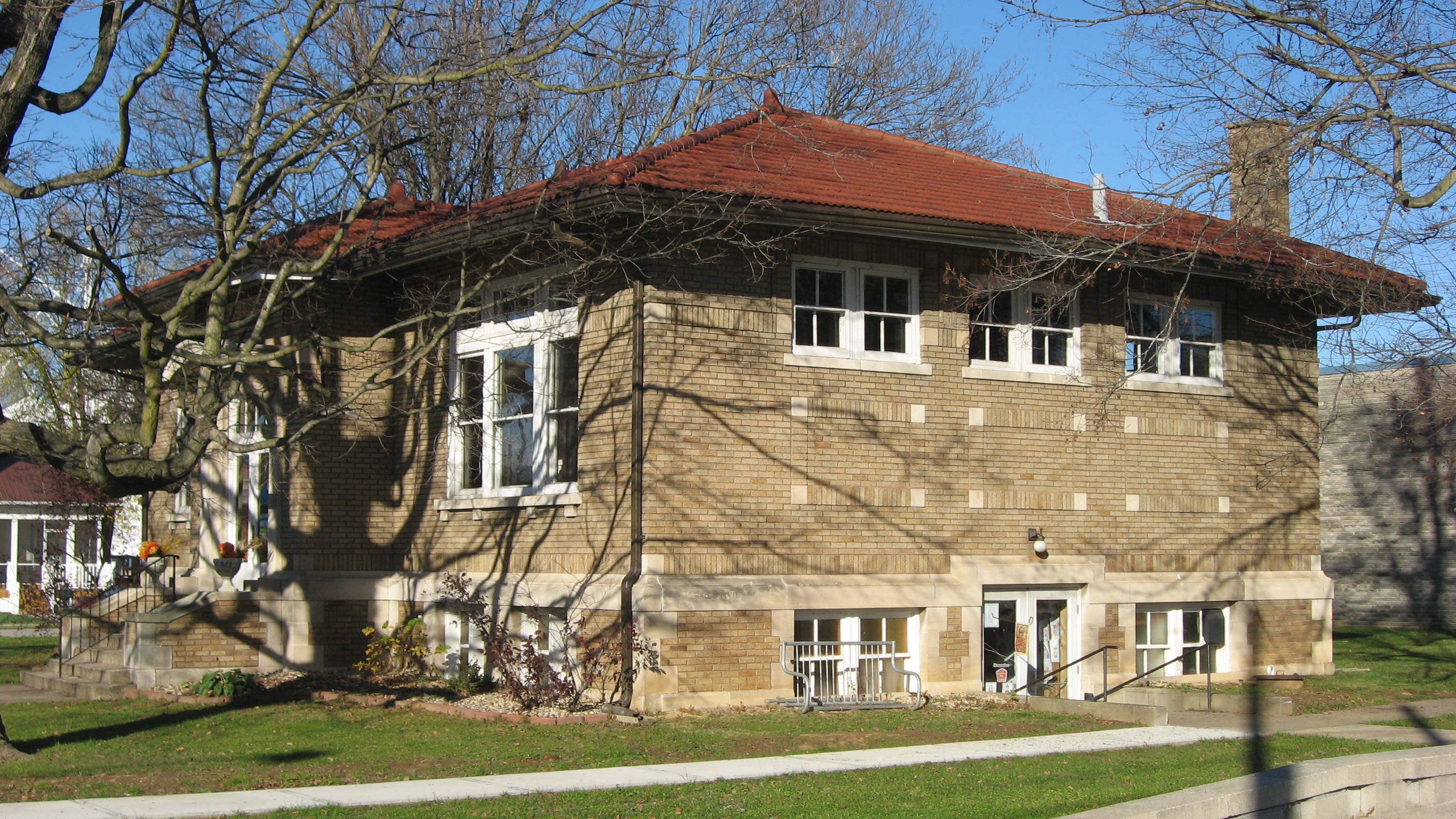
La bibliothèque Carnegie, dans le centre historique.
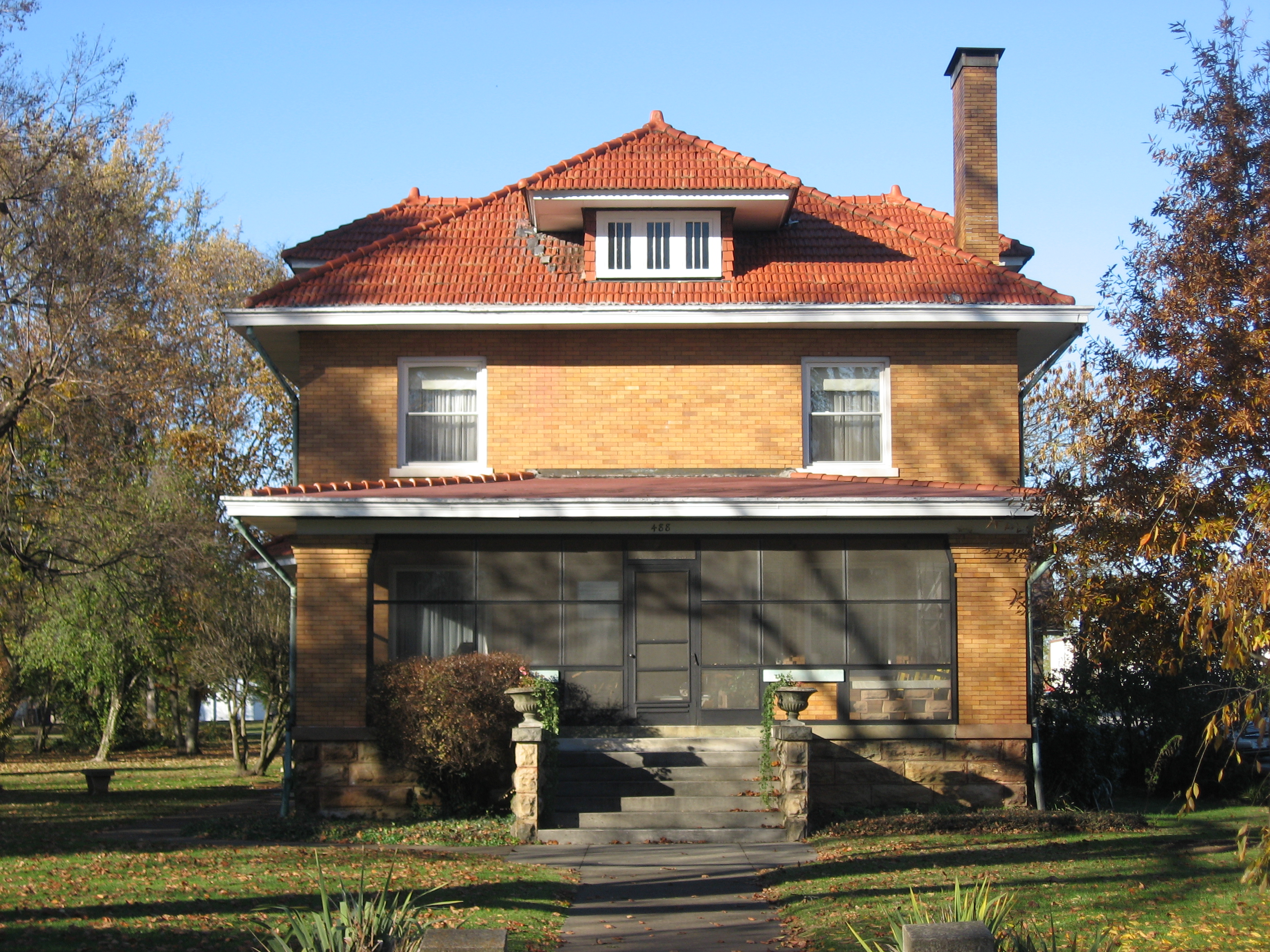
La Rock Jenkins House.